# Catastrophe Ballet
Catastrophe Ballet è il secondo album del gruppo statunitense goth rock Christian Death, pubblicato dalla etichetta discografica indipendente francese L'Invitation Au Suicide nel 1984.
L'album è stato ristampato nel 1987 col titolo A Catastrophe Ballet with Rhapsody of Youth and Rain, nel 1999 e nel 2007 con alcune bonus track aggiuntive.

## Tracce
1. Awake at the Wall (Valor Kand, Constance Smith, David Parkinson, Gitane Demone, Rozz Williams) - 3:56
2. Sleepwalk (Kand, Williams) - 5:15
3. The Drowning (Williams) - 4:00
4. The Blue Hour (Kand, Williams) - 4:54
5. As Evening Falls (Kand, Williams) - 3:29
6. Androgynous Noise Hand Permeates (Kand, Parkinson, Eric Westfall, Williams) - 1:15
7. Electra Descending (Kand, Williams) - 4:29
8. Cervix Couch (Kand, Smith, Demone, Williams) - 4:55
9. This Glass House (Kand, Williams) - 3:10
10. The Fleeing Somnambulist (Kand, Westfall, Williams) - 4:24

Tracce bonus versione 1987
1. The Somnolent Pursuit
2. Between Youth (lato B di Believers of the Unpure)
3. After the Rain (lato B di Believers of the Unpure)

Tracce bonus versione 1999
1. Awake at the Wall (live)
2. The Drowning (live)

Tracce bonus ristampa 2007
1. Beneath his Widow (feat. Rozz Williams)

## Formazione
- Rozz Williams - voce
- Valor Kand - chitarra
- Constance Smith - basso
- Gitane Demone - tastiere, cori
- David Glass - batteria